# Arturo Labriola
Pour les articles homonymes, voir Labriola.
Arturo Labriola (né à Naples le 21 ou 22 janvier 1873, mort le 23 juin 1959) est un homme politique et économiste italien.

## Biographie
Diplômé en droit, il milite dès 1895 dans les rangs du socialisme napolitain. Recherché pour sa participation aux tumultes de 1898, il s'expatrie d'abord en Suisse, où il prend contact avec son professeur Maffeo Pantaleoni et avec Vilfredo Pareto, puis en France. En exil, il découvre les idées de Georges Sorel que par la suite il soutient dans ses écrits.
Au début de 1900, il rentre en Italie, à Naples où il déclenche et mène la bataille politique contre la ligne pro-gouvernementale de la direction socialiste. À la fin de 1902, il quitte Naples et crée à Milan  le journal Avanguardia socialista (Avant-garde socialiste) qui devient une référence idéologique importante du courant révolutionnaire au sein du parti socialiste. Leader du syndicalisme révolutionnaire, Labriola est codirecteur avec Angelo Oliviero Olivetti, de la revue syndicaliste révolutionnaire Pagine libere (Pages libres), éditée à Lugano de 1906 à 1911. En 1911, il est favorable à l'intervention de l'Italie en Libye mais il finit par critiquer la manière dont la guerre est menée.
Il se détache du syndicalisme révolutionnaire et en 1913 il entre au parlement comme socialiste indépendant. En 1915 il est favorable à l'entrée en guerre de l'Italie. En 1918 il est vice-maire de Naples ne pouvant être maire en raison de sa charge de député. Élu député sur la liste de l'Union socialiste italienne (composée d'ex-interventionnistes et de socialistes indépendants), en 1920 il devient ministre du travail dans le dernier cabinet de Giovanni Giolitti. Franc-maçon, il fut grand maître adjoint du Grand Orient d'Italie du 23 juin 1930 au 29 novembre 1931, étant grand maître "de facto", puisque le grand maître Domizio Torrigiani avait été emprisonné par le régime fasciste. Il atteignit le  33º degré du Rite écossais ancien et accepté. En exil en France à cause du fascisme, il rentre en Italie à la fin de 1935 à l'occasion de la guerre d'Éthiopie s'étant déclaré favorable à ce conflit. À la suite de ses prises de position publiques en faveur du gouvernement fasciste, Labriola fut expulsé de la section de Bruxelles du parti socialiste, de la direction  du Parti Socialiste Italien et du Grand Orient d'Italie en exil.  En 1946 il est élu à l'assemblée constituante, par la suite il est élu sénateur en 1948.
Il a publié de nombreux livres d'ordre politique et surtout d'économie politique où il conjugue de manière originale un marxisme de type ricardien attentif aux exigences pragmatiques de l'action et des théories néo-classiques qui le placent à mi-chemin entre la social-démocratie réformiste et le communisme.

## Publications
- Contro il referendum, Milano, 1897 (ristampato nel 1998 da Datanews, Roma)
- La teoria del valore di C. Marx. Studio sul III libro del "Capitale", Palermo, Sandron, 1899
- La "Comune" di Parigi, Lugano, Soc. ed. Avanguardia, 1906
- Riforme e rivoluzione sociale (Milano, 1904), Lugano, Società ed. Avanguardia, 1906 (2ª ed. modificata).
- Marx nell'economia e come teorico del socialismo, Lugano, Soc. ed. Avanguardia, 1908
- Storia di dieci anni, Milano, Il Viandante, 1910 (Feltrinelli, Milano, 1975, 2ª ed.).
- Economia, socialismo, sindacalismo (Alcuni scritti), Napoli, Soc. ed. Partenopea, 1911
- La guerra di Tripoli e l'opinione socialista,  Napoli, Morano, 1912
- Il sostanziale e l'accidentale nel Socialismo, Napoli, Soc. ed. Partenopea, 1914
- Le due politiche. Fascismo e riformismo, Napoli, Morano, 1924
- Finanza ed economia, Napoli, Morano, 1925
- Al di là del capitalismo e del socialismo, Parigi, Coll. di studi politici e sociali, 1931
- Spiegazioni a me stesso. Centro Studi Sociali, Napoli, 1945

### Traductions en français
- La loi de la concentration capitaliste : contribution a l'étude des théories marxistes, Paris, V. Giard & E. Brière, 1899.
- Karl Marx, l'économiste, le socialiste, trad. fr. Édouard Berth, préf. Georges Sorel, Paris, Marcel Rivière, 1910.
- Crépuscule de la civilisation. L’Occident et les peuples de couleur, Paris, Mignonet, 1932.
- Au-delà du capitalisme et du socialisme, Paris, Librairie Valois, 1932.
- L'État et le crise, Paris, Marcel Rivière, 1933.